# نی‌فلد
نی‌فلد (انگلیسی: Neyfeld) یک شهرک در شهرستان بلاگووارسکی باشقیرستان کشور روسیه است.